# Marie Pierre Isidore de Blanmont
Pour les articles homonymes, voir Blanmont.
Marie Pierre Isidore de Blanmont, né le 23 février 1770 à Gisors où il est mort le 8 décembre 1846, est un général français de la Révolution et de l’Empire.

## Biographie
Pierre-Marie-Isidore de Blanmont nait à Gisors, rue du Bourg, en 1770. Il entre au service, le 15 juillet 1786, comme soldat dans le régiment d'Auvergne. Il est devenu caporal, lorsqu'il prend son congé de libération le 16 mai 1790.
S'étant enrôlé le 6 septembre 1793, pour servir, comme volontaire national, dans le 3e bataillon de volontaires de l'Eure, il est fait capitaine, le 19 du même mois. Il commande sa compagnie à la bataille d'Arlon, le 11 juin 1793, et est blessé d'un coup de sabre à l'épaule droite, en chargeant sur une batterie de plusieurs pièces de canon, dont deux tombent en son pouvoir. Il est mis plus tard à l'ordre du jour de l'armée pour sa conduite dans une sortie de la garnison de Maubeuge. Il devient aide de camp du général Turreau, le 4 novembre suivant. Employé en cette qualité à l'armée de l'Ouest, il se distingue au combat de Viers, près de Cholet le 6 mars 1794, reçoit trois coup de baïonnette, dont un lui traverse le corps, a un genou cassé et deux chevaux tués sous lui.
En récompense de ses actions d'éclat dans cette journée, il est fait adjudant-général-chef de brigade sur le champ de bataille. Avec 22 dragons du 2e régiment, il traverse l'armée vendéenne à Palluau, pour aller porter des ordres au général Haxo, qui se trouve à Saint-Léger. Par cette action courageuse, il contribue à faire opérer un mouvement duquel dépend le succès de l'affaire des landes de Boué. À Machecoul, il est suspendu de ses fonctions par arrêté du comité de salut public du 16 août suivant, puis réintégré sur sa demande le 22 août 1796, avec le grade de capitaine à la suite de la 128e demi-brigade d'infanterie de ligne.
Redevenu chef de bataillon et aide de camp du général Turreau le 1er octobre 1797, il fait les campagnes de l'an VI à l'an IX aux armées du Rhin, d'Helvétie et d'Italie. Employé à l'armée du Danube en 1799, il est nommé adjudant-général-chef de brigade, sur le champ de bataille le 25 septembre. Cette promotion, qui a été faite par le général en chef, est confirmée par le premier Consul Bonaparte le 19 octobre suivant.
Le 21 avril 1800, il commande l'avant-garde du corps d'armée du général Turreau, au combat du pont d'Exilles, en Piémont, pénètre dans la vallée de Suze, chasse l'ennemi jusqu'à Chaumont, et se retire sur Exilles, après avoir fait beaucoup de prisonniers. L'ennemi étant revenu en force au bout de quelques heures, tente de s'emparer du pont construit sur la Doire, mais Blanmont s'étant mis, à la tête des grenadiers de la 28e demi-brigade d'infanterie, s'élance sur ce pont, et déjà les ennemis sont enfoncés et commencent à se retirer en désordre, lorsqu'il est atteint d'une balle qui lui traverse la cuisse droite, et le jette à terre. L'ennemi perd dans cette affaire un assez grand nombre d'hommes et deux pièces de canon de rempart.
Compris sur la liste des adjudants-commandants le 1er fructidor an IX (19 août 1801), il est employé le 2 vendémiaire an X (24 septembre 1801), dans la 23e division militaire (Corse), et ce jusqu'en 1805. Il reçoit, les 15 pluviôse et 25 prairial an XII (14 juin 1804), la décoration puis le titre d'officier de la Légion d'honneur. 
Il fait la campagne de 1806 dans l'armée d'Italie, et celle de 1807 en Allemagne. On le nomme colonel du 105e régiment d'infanterie de ligne le 28 mars 1808. En 1809, il commande son régiment à la Grande Armée d'Allemagne, et notamment à la bataille d'Eckmühl, où il combat avec beaucoup de valeur, le 22 avril. Il reçoit pendant cette campagne deux blessures assez graves et a plusieurs chevaux tués sous lui. Le maréchal Davout, dans le corps duquel il sert alors, loue sa conduite en différentes occasions. Il est promu commandant de la Légion d'honneur le 23 avril 1809, et général de brigade le 6 août 1811.
Il fait, en cette dernière qualité, la campagne de Russie dans la division du général Partouneaux en 1812. Pendant la retraite de Moscou, il est blessé à Borisow d'une balle qui lui traverse le genou droit, reçoit un coup de baïonnette dans la jambe droite, se trouve du nombre des Français obligés de déposer leurs armes sur les bords de la Bérésina, et est fait prisonnier de guerre par les Russes.
Rentré en France le 30 juillet 1814 et mis en non activité le 1er septembre de la même année, il obtient les 6 et 26 octobre, un commandement dans la 15e division militaire (arrondissement d'Abbeville) et la croix de chevalier de Saint-Louis. En mars 1815, lors de son passage à Abbeville pour se rendre à Lille, Louis XVIII, ayant quitté Paris à l'approche de Bonaparte, est si satisfait de la conduite de cet officier qu'il l'élève au grade de lieutenant-général. Cette nomination n'est pas confirmée au second retour des Bourbon.
Il est élu député de l'Eure à la chambre des Cent-Jours. Il est employé le 20 juin 1815 à la défense de Paris et figure parmi les commissaires députés désignés par la Chambre auprès de l'armée.
Après la seconde Restauration, il est placé en traitement de non activité le 30 décembre 1815. Il est compris par le gouvernement le 30 décembre 1818 comme maréchal de camp en disponibilité, dans le cadre de l'état-major général de l'armée, et le 24 février 1819, au commandement de la 1re subdivision de la 20e division militaire, puis à celui de la 1re subdivision de la 21e division en 1820.
Il obtient sa retraite en 1826, reprend quelque temps du service actif après la révolution de Juillet 1830 et est définitivement retraité le 14 juin 1832.
Il se retire alors à Gisors, rue Cappeville, où il meurt le 8 décembre 1846. Une statue lui a été érigée, face à l'entrée du parc du château de Gisors.

## Distinctions
- Chevalier de l'ordre royal et militaire de Saint-Louis
- Commandeur de la Légion d'honneur

## Armoiries
| Figure | Blasonnement |
|        | Armes du baron de Blanmont et de l'Empire (décret du 15 août 1809, lettres patentes du 29 septembre 1809 (Quartier général impérial de Schönbrunn)) D'azur, au chevron d'argent, accompagné en chef de deux merlettes affrontées et en pointe d'une étoile, le tout d'or : franc quartier des barons tirés de l'armée., Livrées : les couleurs de l'écu. |